# Ceramius consobrinus
Ceramius consobrinus är en stekelart som beskrevs av Henri Saussure 1855. Ceramius consobrinus ingår i släktet Ceramius och familjen Masaridae. Inga underarter finns listade.